# ناحیه لیسل، شهرستان دوپیج، ایلینوی
ناحیه لیسل (به انگلیسی: Lisle Township) یک منطقهٔ مسکونی در ایالات متحده آمریکا است که در شهرستان دوپیج، ایلینوی واقع شده‌است. ناحیه لیسل ۲۲۰ متر بالاتر از سطح دریا واقع شده‌است.